# Sparta Kazimierza Wielka
Międzyzakładowy Ludowy Klub Sportowy Sparta Kazimierza Wielka – polski klub sportowy założony w 1927 w Kazimierzy Wielkiej. Obecnie (sezon 2025/2026) występuje w III lidze, gr. IV.

## Sekcja piłki nożnej

### Historia
W latach 20. XX wieku w Kazimierzy Wielkiej zaczęły powstawać pierwsze kluby piłkarskie. Założenie Łubny w 1927 przez pracowników miejscowej Cukrowni Łubna dało trwałe podwaliny obecnej Sparcie. Drużyna nie posiadała jednak odpowiedniego boiska, przez co nie mogła występować w rozgrywkach mistrzowskich.
Po zakończeniu działań wojennych, w 1945 reaktywowano zespół pod nazwą Polonia. Pierwszym prezesem został Franciszek Wieczorek, a w skład zarządu weszło także dwóch wiceprezesów, skarbnik i sekretarz. W 1946 została przywrócona nazwa Łubna, a drużyna została zarejestrowana w Kieleckim Okręgowym Związku Piłki Nożnej. W ciągu dwóch lat zespół awansował z klasy C do klasy A, a w 1955, już jako Sparta, uzyskał promocję do III ligi. W debiucie w tych rozgrywkach (1956) piłkarze z Kazimierzy Wielkiej uplasowali się w tabeli na 12. miejscu z dorobkiem 22 punktów, które uzyskali w 26 meczach. W kolejnych rozgrywkach zaprezentowali się lepiej – należeli do czołowych zespołów, zajmując ostatecznie piątą pozycję.
W 1957 została zlikwidowana III liga, przez co Sparta znalazła się w nowo utworzonej lidze okręgowej, zaś po spadku z niej trafiła do klasy A. Po roku banicji zespół powrócił do ligi okręgowej, a od 1960 nosił nazwę Cukrownia. W następnych latach drużyna z Kazimierzy Wielkiej rywalizowała naprzemiennie w klasie A i lidze okręgowej. W 1967 powrócono do szyldu Sparta, a jedenaście lat później klub z okazji 50-lecia został odznaczony „Złotą Odznaką Honorową Kieleckiego Okręgowego Związku Piłki Nożnej”. W 1986 Sparta wygrała rozgrywki klasy okręgowej, dzięki czemu przystąpiła do spotkań barażowych o awans do III ligi ze Skrą Częstochowa. Po zwycięstwie w pierwszym meczu 1:0 po golu zdobytym przez Janusza Zakrzewskiego, w rewanżu przegrała 0:3 i nie uzyskała promocji.
Do 1996 klub rywalizował w lidze okręgowej z krótkimi przerwami na występy w klasie A. W sezonie 1995/1996 Sparta w ostatnich meczach wyprzedziła w klasyfikacji końcowej Spartakusa Daleszyce i uzyskała promocję do IV ligi międzyokręgowej. W 1998 kazimierzanie z okazji 71-lecia zostali odznaczeni „Srebrnym Medalem Polskiego Związku Piłki Nożnej”. W tym samym roku spadli do ligi okręgowej, a później do klasy A. W 2003 zespół z okazji 76-lecia został wyróżniony dyplomem i „Srebrną Odznaką Honorową Polskiego Związku Piłki Nożnej”. Od sezonu 2008/2009, po reformie rozgrywek, Sparta występowała w IV lidze, stanowiącej piąty poziom rozgrywkowy.

### Osiągnięcia
- III liga:
  - 5. miejsce: 1957

### Występy ligowe w XXI wieku
| sezon   | liga                                 | poziom ligowy | miejsce | punkty | bramki | uwagi  |
| ------- | ------------------------------------ | ------------- | ------- | ------ | ------ | ------ |
| 2001/02 | Klasa okręgowa, gr. świętokrzyska    | V             | 14/15   | 22     | 27-55  | [ a ]  |
| 2002/03 | Klasa okręgowa, gr. świętokrzyska    | V             | 12/16   | 37     | 44-46  | spadek |
| 2003/04 | Klasa A, gr. świętokrzyska III       | VI            | 1/13    | 62     | 79-22  | awans  |
| 2004/05 | Klasa okręgowa, gr. świętokrzyska    | V             | 6/16    | 39     | 39-43  |        |
| 2005/06 | Klasa okręgowa, gr. świętokrzyska I  | V             | 2/12    | 38     | 28-21  |        |
| 2006/07 | Klasa okręgowa, gr. świętokrzyska II | V             | 4/13    | 46     | 39-19  |        |
| 2007/08 | Klasa okręgowa, gr. świętokrzyska II | V             | 3/14    | 55     | 62-14  |        |
| 2008/09 | IV liga, gr. świętokrzyska           | V             | 5/16    | 47     | 61-41  | [ b ]  |
| 2009/10 | IV liga, gr. świętokrzyska           | V             | 10/16   | 43     | 57-50  |        |
| 2010/11 | IV liga, gr. świętokrzyska           | V             | 5/16    | 48     | 38-32  |        |
| 2011/12 | IV liga, gr. świętokrzyska           | V             | 3/16    | 59     | 54-28  |        |
| 2012/13 | IV liga, gr. świętokrzyska           | V             | 9/16    | 44     | 44-44  |        |
| 2013/14 | IV liga, gr. świętokrzyska           | V             | 7/16    | 42     | 43-39  |        |
| 2014/15 | IV liga, gr. świętokrzyska           | V             | 1/16    | 74     | 83-28  | awans  |
| 2015/16 | III liga, gr. VII                    | IV            | 15/17   | 23     | 31-58  | spadek |
| 2016/17 | IV liga, gr. świętokrzyska           | V             | 18/18   | 17     | 34-84  | spadek |
| 2017/18 | Klasa okręgowa, gr. świętokrzyska    | VI            | 5/16    | 53     | 49-39  |        |
| 2018/19 | Klasa okręgowa, gr. świętokrzyska    | VI            | 5/16    | 48     | 66-53  |        |
| 2019/20 | Klasa okręgowa, gr. świętokrzyska    | VI            | 5/16    | 25     | 27-24  | [ c ]  |
| 2020/21 | Klasa okręgowa, gr. świętokrzyska    | VI            | 2/16    | 68     | 89-32  | awans  |
| 2021/22 | IV liga, gr. świętokrzyska           | V             | 15/18   | 31     | 41-77  |        |
| 2022/23 | IV liga, gr. świętokrzyska           | V             | 16/18   | 18     | 33-111 | spadek |
| 2023/24 | Klasa okręgowa, gr. świętokrzyska    | VI            | 3/16    | 63     | 66-26  | awans  |
| 2024/25 | IV liga, gr. świętokrzyska           | V             | 1/18    | 83     | 63-13  | awans  |

## Pozostałe sekcje
W latach 1950–1975 w klubie działały sekcje: lekkoatletyczna, koszykarska, tenisa stołowego, tenisa ziemnego, szachów, piłki siatkowej mężczyzn, tenisa stołowego i boksu.